# 64

## Evenimente
- 18 iulie: Marele incendiu din Roma. Împăratul roman Nero dă ordin soldaților să incendieze Roma.

- Sunt declanșate primele persecuții împotriva creștinilor de către împăratul Nero.

## Decese
- 29 iunie, Petru, papă al Romei, canonizat sfânt (n.c. 1)